# Гуйи
Гуйи, или новозеландские скворцы, или серёжковые скворцы (лат. Callaeidae), — семейство птиц из отряда воробьинообразных, обитающих в Новой Зеландии.
Певчие птицы длиной 26—38 см с крепкими лапами. Оперение, преимущественно, чёрное и серое. У основания клюва имеются ярко окрашенные выросты кожи, более крупные у самцов. Крылья округлены и очень слабы.
Чашевидное гнездо с неглубоким лотком располагают среди ветвей или в дупле. В кладке обычно 2-4 яйца, имеющие беловатую скорлупу со светло-коричневыми пятнами. Моногамны, живут на определенной территории.

## Виды
В состав семейства включают три рода с 5 видами, один из которых вымер, а ещё один находится на грани вымирания:
- Callaeas Forster, 1788 — Кокако, или новозеландские скворцы
  - Callaeas cinereus (Gmelin, 1788)
  - Callaeas wilsoni (Bonaparte, 1850)
- Philesturnus Geoffroy Saint-Hilaire, 1832
  - Philesturnus carunculatus (Gmelin, 1789) — Седлоспинная гуйя
  - Philesturnus rufusater (Lesson, 1828)
- † Heteralocha Cabanis, 1851
  - † Разноклювая гуйя (Heteralocha acutirostris (Gould, 1837))

- Callaeas cinereus (вверху) и Callaeas wilsoni
- Гуйя